# Керекова чешма
Керековата чешма е най-старият запазен градеж в Копривщица. Извършен е от рода Керекови за вечен спомен. За разлика от Павликянската къща, строена по същото време, без да се знае точната дата на издигане, за чешмата е известно, че е съградена през 1751 г. и днес се намира в оградния дувар на Шулеви къщи. Според местни предания пази от уроки тези, които пият вода от нея. На чешмата има издълбан Соломонов печат, поставен като знак на майсторите и с цел да бъде предпазена от разрушаване. Друга украса тук са контурно изсечените стомна и бъклица с цветя, а на корниза в хоризонтално положение са оформени релефно женска фигура (вляво) и мъжка (вдясно). Смята се, че това е остатък от традицията за символично вграждане на сянка в основите на градежа.
Чешмата е построена от Марко и Теодор Керекови, представители на род, оцелял и през трите опжарявания на Копривщица (1793, 1804, 1809). Фасадата и е съградена от 72 блока сиво-зелен гранит с различна форма и размери. С характерните си начупени линии и ъгли, с островърхия си пезул, се различава от последващите Ренесансови и Следренесансови чешми. От друга страна, средствата на градеж са по-примитивни, за разлика от по-късните, вече равити методи на градеж, постигнати в следващия XIX век.
При реконструкцията, направена от на потомците от рода Иван и Георги Керекови (1935), самобитността на постройката е леко нарушена. Други обновявания Керековата чешма има през 2005 и 2007 г., като поради недостиг на вода поникога тече, понякога – не.

## Ктиторски надпис
Фасадата на чешмата има голяма, каменна рамка и ниша в средната и част. Тя завършва с украсено с орнаменти стеснение и дъгообразна арка. Именно там при първия рамонт е вградена плоча от черен, полиран гранит с надпис със следния текст:
| „ | Съградена през 1751 г. отъ именитъ копривщенски български родъ. Възобнивиха въ 1935 г. правнуците Иванъ и Георги Керекови, синове на Константинъ Я. Керековъ за вечний спомен. | “ |

Керековата чешма се намира на булевард „Хаджи Ненчо Палавеев“ срещу едноименния мост.